# Сортування двійковим деревом
Сортування двійковим (бінарним) деревом (сортування з допомогою двійкового дерева, англ. tree sort) — алгоритм сортування, що полягає в побудові двійкового дерева пошуку за ключами масиву, а далі, в створенні результуючого масиву впорядокованих елементів виконуючи обхід дерева.

## Алгоритм
1. Отримати елементи вхідного масиву.
2. Побудувати двійкове дерево вставляючи елементи вхідного масиву в двійкове дерево пошуку.
3. Виконати обхід дерева, щоб отримати результуючий масив з впорядкованими елементами.

## Аналіз

### Швидкодія
Процедура додавання об'єкта в збалансоване дерево має середню алгоритмічну складність {\displaystyle O(\log n)}. Відповідно, для n об'єктів складність буде дорівнювати {\displaystyle O(n\log n)}.
Однак, складність додавання об'єкта в незбалансоване дерево може досягати {\displaystyle O(n)}, що може збільшити загальну алгоритмічну складність до {\displaystyle O(n^{2})}.

## Реалізація

### C++
```
#include
 
<iostream>

#include
 
<vector>

using
 
namespace
 
std
;

struct
 
Node

{

    
int
 
data
;

    
struct
 
Node
 
*
left
,
 
*
right
;

};

struct
 
Node
 
*
newnode
(
int
 
key
)

{

    
struct
 
Node
 
*
temp
 
=
 
new
 
Node
;

    
temp
->
data
 
=
 
key
;

    
temp
->
left
 
=
 
NULL
;

    
temp
->
right
 
=
 
NULL
;

    
return
 
temp
;

}

Node
*
 
insert
(
Node
 
*
node
,
 
int
 
key
)

{

    
if
 
(
node
 
==
 
NULL
)
 
{

        
return
 
newnode
(
key
);

    
}

    
if
 
(
key
 
<
 
node
->
data
)
 
{

        
node
->
left
 
=
 
insert
(
node
->
left
,
 
key
);

    
}

    
else
 
{

        
node
->
right
 
=
 
insert
(
node
->
right
,
 
key
);

    
}

    
return
 
node
;

}

void
 
store
(
Node
 
*
root
,
 
int
 
a
[],
 
int
 
&
i
)

{

    
if
 
(
root
 
!=
 
NULL
)

    
{

        
store
(
root
->
left
,
 
a
,
 
i
);

        
a
[
i
++
]
 
=
 
root
->
data
;

        
store
(
root
->
right
,
 
a
,
 
i
);

    
}

}

void
 
TreeSort
(
vector
<
int
>&
 
a
)

{

    
struct
 
Node
 
*
root
 
=
 
NULL
;

    
root
 
=
 
insert
(
root
,
 
a
[
0
]);

    
for
 
(
size_t
 
i
 
=
 
1
;
 
i
 
<
 
a
.
size
();
 
++
i
)
 
{

        
insert
(
root
,
 
a
[
i
]);

    
}

    
int
 
i
 
=
 
0
;

    
store
(
root
,
 
a
.
data
(),
 
i
);

}

int
 
main
()

{
 

    
vector
<
int
>
 
a
{
1
,
6
,
8
,
3
,
10
,
2
,
12
};

    
TreeSort
(
a
);
 

    
cout
 
<<
 
"The sorted array is:
\n
"
;

    
for
 
(
size_t
 
i
 
=
 
0
;
 
i
 
<
 
a
.
size
();
 
++
i
)
 
{

        
cout
 
<<
 
a
[
i
]
 
<<
 
" "
;

    
}

    
cout
 
<<
 
endl
;

    

    
return
 
0
;

}

```

## Переваги та недоліки алгоритму

### Переваги
- Основною перевагою алгоритму сортування двійковим деревом є те, що ми легко можемо робити зміни, як у зв'язаному списку.
- Сортування двійковим деревом відбувається так само швидко, як алгоритм швидкого сортування.

### Недоліки
- Найгірший випадок сортування — коли всі елементи масиву вже відсортовані.
- У гіршому випадку, час роботи алгоритму дорівнює {\displaystyle O(n^{2})}.